# とうみレッツ号
とうみレッツ号（とうみレッツごう）とは、長野県東御市の東御市商工会が営む乗合自動車である。

## 概要
東御市の公共交通機関は廃止路線代替バス（4路線8系統）、市営バス（2路線8系統）、巡回バス（曜日変更4路線）、小・中学生用契約バスなどが運行されていたが、非常に非効率かつ複雑であったため、公共交通機関の合理化を図るために現行の公共交通の一部を残し廃止し、東御市新交通システムとして定時・定路線バスとデマンド交通のとうみレッツ号を導入した。
2006年（平成18年）10月2日にとうみレッツ号を開始し、主に高齢者からの利用が多い。
市内を5つのエリアに分け5台の車両が共通エリアや公共施設などには乗り継ぎなしで、市内の別のエリアに向かう場合は田中商店街にある共通エリアで乗り継ぎをする。
また2008年7月からは利用者の増加や利用者の多い湯楽里館への利便性を高めるため既存の5台に午前中のみ共通エリアなどを中心に各エリアを補完するプラス号と週2回（火曜日・金曜日）の午前10時にしなの鉄道線田中駅から湯楽里館へ乗り継ぐオラホ号を増車した。
東御市民のみが利用可能で、事前に利用登録をすることにより山間部などの一部を除く市内全体で乗降できる。

## 運賃
- 利用1回に付き利用券（300円）が必要（外部リンク参照）。